# Pallacanestro Ribera 2006-2007
La Pallacanestro Ribera 2006-2007 ha preso parte al campionato di Serie A1. Era sponsorizzata dal Banco di Sicilia.
La squadra si è classificata al 9º posto in Serie A1, ottenendo una salvezza anticipata.
Ha partecipato alla EuroCup Women, dove è stata eliminata ai sedicesimi di finale dal BC Nadezhda Orenburg.

## Roster
| Giocatrici |
| ---------- |

| N° | Naz.                                        | Ruolo | Sportivo             | Anno | Alt. |  |  |
| -- | ------------------------------------------- | ----- | -------------------- | ---- | ---- |  |  |
| 4  | Italia (bandiera)                           | P     | Simona Antonelli     | 1982 | 177  |  |  |
| 5  | Italia (bandiera)                           | A     | Laura Macchi         | 1979 | 188  |  |  |
| 7  | Italia (bandiera)                           | A     | Ilaria Zanoni        | 1986 | 180  |  |  |
| 9  | Lettonia (bandiera)                         | AC    | Diāna Skrastiņa      | 1972 | 188  |  |  |
| 10 | Slovacchia (bandiera) · Germania (bandiera) | C     | Ľubica Schultze      | 1975 | 195  |  |  |
| 11 | Italia (bandiera)                           | P     | Simona Falauto Perez | 1986 | 178  |  |  |
| 12 | Italia (bandiera)                           | P     | Susanna Stabile      | 1980 | 178  |  |  |
| 13 | Italia (bandiera)                           | A     | Manuela Zanon        | 1980 | 185  |  |  |
| 15 | Stati Uniti (bandiera)                      | C     | Jackie Moore         | 1979 | 190  |  |  |

| Staff tecnico                 |
| ----------------------------- |
| Allenatore: Gianni Lambruschi |

| Giocatrici acquisite a stagione in corso |
| ---------------------------------------- |

| N° | Naz.                | Ruolo | Sportivo | Anno | Alt. |  |  |
| -- | ------------------- | ----- | -------- | ---- | ---- |  |  |
| 14 | Lettonia (bandiera) | G     | Ilze Ose | 1975 | 175  |  |  |

| Giocatrici cedute a stagione in corso |
| ------------------------------------- |

| N° | Naz.                   | Ruolo | Sportivo     | Anno | Alt. |  |  |
| -- | ---------------------- | ----- | ------------ | ---- | ---- |  |  |
|    | Stati Uniti (bandiera) | P     | Amber Jacobs | 1982 | 173  |  |  |

## Organigramma societario
- Presidente: Alessandro Massinelli
- General Manager: Francesco Lima